# HMS Ark Royal (R07)
HMS Ark Royal är ett utrangerat lätt hangarfartyg och tidigare flaggskepp i brittiska Royal Navy. Hon var det tredje och sista fartyget av Invincible-klassen. Hon byggdes av Swan Hunters på floden Tyne och sjösattes 1981 av drottning Elizabeth, drottningmodern. Hon följde systerfartygen Invincible och Illustrious och togs i tjänst 1985.
Hon var känd som The Mighty Ark och var det femte fartyget i Royal Navy att ha burit namnet på 1587 års flaggskepp som besegrade spanska armadan 1588.
Hon var något större än sina systerfartyg och hade en brantare startramp. Ark Royal var utrustad med STOVL (Short Take Off and Vertical Landing), Harrier Jump Jet-flygplan samt olika helikoptrar. Hon hade en besättning på över 1 000 sjömän och flygare och var i aktiv tjänst på 1990-talet i Bosnienkriget och invasionen av Irak 2003.
Ursprungligen beräknades hon att gå i pension 2016 men istället utrangerades Ark Royal den 11 mars 2011 som en del av flottans omstruktureringsdel av 2010 års Strategic Defence and Security Review. Efter Invincible utrangerats 2005 och den förväntande pensioneringen av Illustrious år 2014 kommer Royal Navys användning av hangarfartyg att upphöra. Den kommer dock att starta om i och med driftsättning av ett fartyg Queen Elizabeth-klassen som fortfarande är under konstruktion. Efter Ark Royals utrangering ersatte Albion henne som Royal Navys flaggskepp.

## Konstruktion
Swan Hunter påbörjade byggandet av hennes köl vid Wallsend den 7 december 1978. Hon sjösattes den 20 juni 1981 och döptes av Drottning Elizabeths mor och sattes i tjänst den 1 november 1985. Hennes namn var från början avsett att vara Indomitable i linje med hennes systerfartyg HMS Invincible och HMS Illustrious, men allmänhetens förbittring över skrotningen av den tidigare HMS Ark Royal (Storbritanniens sista stora hangarfartyg) år 1980, gjorde att Royal Navy gav henne namnet Ark Royal istället.
Ark Royal är aningen mindre än sina systerfartyg och under konstruktionen blev hon anpassad för en brantare startramp, (tolv grader istället för sju grader som hos Invincible) för att förbättra den korta startsträckan hos Harrier-flygplanen. 
I maj 1999 togs Ark Royal in för uppgradering vilket inkluderade borttagning av hennes Sea Dart-robotar och övertäckning av hennes fördäck för att få en större däckparkering av flygplanen. Hon gick åter i tjänst år 2001.

## Irakkriget
Ark Royal under kommendör Alan Masseys befäl deltog i invasionen av Irak 2003 där hennes utrustning bestod av helikoptrar i stället för den mer vanliga mixen av helikoptrar och Harrier-flygplan. Under operationen i kriget kolliderade två Westland Sea King-helikoptrar i luften vilket resulterade i att en amerikan och sex britter miste livet.

## Efter Irak
I april 2004 sattes Ark Royal in i en utökad beredskap då hon gick in för uppgradering medan Illustrious istället återvände. Ark Royal genomgick en omfattande uppgradering i augusti 2006 och återvände till sin hemmahamn i Portsmouth den 28 oktober 2006 där hon kommer att under 10 veckor genomgå träning och sjöövningar innan hon anses fullt operationsbar igen. När hon återvände i tjänst i början av 2007 användes Ark Royal som en LPH (fartyg som används speciellt som landningsplats för helikoptrar) då hon tog över uppgifter från HMS Ocean som ska gå igenom uppgradering.
Ark Royal utgör en del av Nato Responce Force (NRF), en snabbinsatsstyrka som ska kunna rycka ut med fem dagars varsel.
Planen har varit att Ark Royal skulle stanna i tjänst till 2014, då hon skulle ersättas av det andra av Royal Navys framtida hangarfartyg. De nya fartygen förmodas ha ett deplacement på tre gånger så mycket som fartygen i Invincible-klassen och kommer att erbjuda en stor förändring vad gäller operationsförmåga och kapacitet. I mitten av oktober 2010 meddelade BBC att den brittiska regeringen troligen kommer att skrota Ark Royal så gott som omedelbart, inom ramen för en ny försvarsöversyn och för att kunna frigöra resurser för nya hangarfartyg.
HMS Ark Royal har nu (2018-10-31) bogserats till Aliaga Ship Breaking Yard, Turkiet. för upphuggning.

## Sverigebesök
Den 9 maj 2007 anlöpte Ark Royal Skandiahamnen i Göteborg. Hon skulle då delta i Natoövningen Noble Mariner 2007.